# Seconde diminuée

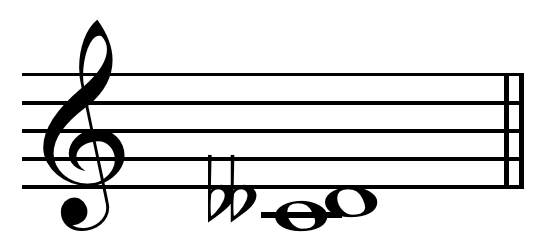
Une seconde diminuée do-ré double bémol.

En musique, une seconde diminuée est un intervalle de seconde mineure diminué d'un demi-ton chromatique, soit un comma. Dans un tempérament égal à douze demi-tons (gamme tempérée), la seconde diminuée est l'équivalent enharmonique de l'unisson.